# Виллих, Август
Август Виллих (Иоганн Август Эрнст фон Виллих, нем. Johann August Ernst von Willich; 19 ноября 1810 — 22 января 1878) — офицер прусской армии, ставший участником рабочего движения и одним из первых сторонников коммунизма в Германии. Возглавлял ультралевую «фракцию Виллиха — Шаппера» в Союзе коммунистов. В 1847 году отказался от своего дворянского титула, участвовал в революциях 1848 года. Затем эмигрировал в США и стал генералом в армии Союза во время Гражданской войны в США.

## От офицера до революционера
Виллих родился в Браунсберге, Восточная Пруссия. Его отец, капитан гусарского полка времен наполеоновских войн, умер, когда Виллиху было три года. Августа с его старшим братом приютили в семье богослова Фридриха Шлейермахера, чья жена была их дальней родственницей. Получил военное образование в Потсдаме и Берлине. С 1828 в прусской армии, был произведён в артиллерийские офицеры, но в 1846 вышел в отставку по политическим убеждениям. После подачи письма с прошением об отставке его арестовали и предали военно-полевому суду, но в итоге оправдали. Виллих был не единственным республиканцем из этого полка — одним из его сослуживцев в Мюнстере и Везель был Фриц Аннеке, который также должен станет революционным командиром Пфальца в 1849 году и позже командующим армии северян в США.
В 1847 году вступил в Союз коммунистов. Принимал активное участие в революции 1848-49 годов. Был среди организаторов народной демонстрации в Кёльне 3 марта 1848 года. Во время Баден-Пфальцского восстания 1849 года командовал крупным отрядом волонтёров, в котором в качестве его адъютанта (ординарца) сражался его товарищ, революционный мыслитель Фридрих Энгельс. Среди его революционных товарищей по оружию были Франц Зигель, Фридрих Геккер, Луис Бленкер и Карл Шурц. После подавления восстания эмигрировал в Лондон через Швейцарию. В Англии средств для существования у Виллиха не было, и он, научившись ремеслу плотника, начал таким образом зарабатывал себе на жизнь.

## В эмиграции
В 1850 году, когда Союз коммунистов раскололся, он с Карлом Шаппером возглавил ультралевое меньшинство, противостоявшее группе Карла Маркса. С сентября 1850 года возглавлял отколовшуюся сепаратную организацию, просуществовавшую до 1853 года. Во время Кёльнского процесса коммунистов 1852 года авантюристическими действиями Виллиха воспользовалась прусской полицией. В этот период Виллих жёстко критиковал Маркса и тот отвечал ему взаимностью, посвятив его критике статьи «Разоблачение о кёльнском процессе коммунистов» и «Рыцарь благородного сознания», где иронически называл совмещающим в одном лице Петра Пустынника и Вальтера Голяка. Фридрих Энгельс писал:

Это был настоящий пророк, убежденный в том, что ему судьбой предопределено стать освободителем немецкого пролетариата, и в качестве такового он прямо претендовал и на политическую и на военную диктатуру. Наряду с раннехристианским коммунизмом, который раньше проповедовал Вейтлинг, возникало, таким образом, нечто вроде коммунистического ислама. Впрочем, пропаганда этой новой религии пока не выходила за пределы эмигрантской казармы, которой командовал Виллих.
— Ф. Энгельс. К истории Союза коммунистов
В Лондоне Виллих сблизился с французским революционером и политическим эмигрантом Эммануэлем Бартелеми. По словам Вильгельма Либкнехта, Виллих и Бартелеми составили заговор: Виллих публично оскорбил Маркса и вызвал его на дуэль, но Маркс отказался принять вызов. Однако Виллиху бросил вызов молодой соратник Маркса, Конрад Шрамм, который в состоявшейся в Бельгии дуэли был ранен, но выжил.
В 1853 году Виллих эмигрировал в США и трудоустроился по своей профессии в Бруклинской военно-морской верфи. Здесь, заметив его знания в области математики и других наук, его пригласили заниматься исследованием побережья. В 1858 году выехал в Цинциннати в качестве редактора немецкоязычной газеты German Republican, в которой он сотрудничал вплоть до начала Гражданской войны в 1861 году. Виллих стал известен как один из «гегельянцев из Огайо» (последователей немецкого философа Георга Вильгельма Фридриха Гегеля).

## Гражданская война в США
С началом Гражданской войны 1861‒1865 годов, Виллих активно вербовал немецких иммигрантов в Юго-Западном регионе штата Огайо. Он вступил в 9-й огайский пехотный полк как полковой адъютант в звании лейтенанта и дослужился до майора в августе того же года. Он служил в Западной Вирджинии, участвовал в бою при Рич-Маунтин. Затем губернатор Оливер П. Мортон назначил полковника Виллиха командиром 32-й индианского полка, сформированного из волонтёров из числа этнических немцев. Он довёл вверенный ему отряд до высокого уровня профессионализма, применял новаторские тактические приёмы, кормил своих подчинённых свежим хлебом и заслужил от них прозвище «папы».
Боевое крещение солдаты Виллиха получили у железнодорожной станции Ровлетт, где они отбили атаку втрое превосходящего по численности врага, убив 33 противников и потеряв лишь 10 солдат. На следующий день он лично под огнём повёл свой полк в штыковую атаку в сражении при Шайло под звуки «Марсельезы». За это в июле 1862 года Виллих был произведен в бригадные генералы; он сражался в битве Перривилле под командованием генерал-майора Дона Карлоса Бьюэлла в Кентукки. В сражении на Стоунс-ривер Виллих возглавил атаку своих волонтёров, но конь под ним был убит, сам Виллих получил ранение и попал в плен к конфедератам. Он пробыл в тюрьме Либби в течение четырёх месяцев, после чего был возвращён северянам в ходе обмена пленными в мае 1863 года. Отличился в Таллахомской кампании; возглавлял дивизию в битве при Чикамоге и играл важную роль в осаде Чаттануги. На изображении другого немецкого добровольца, Адольфа Мецнера, Виллих был запечатлён в этот период со своим ручным енотом.
В 1864 году Виллих повёл свой отряд через Теннесси и Джорджии в Атлантской кампании под началом генерала Уильяма Текумсе Шермана. Он перенес тяжелое ранение в битве при Ресаке, вынудившее его покинуть поле. До конца войны он занимал различные административные роли, командуя постами янки в Цинциннати, Ковингтоне, штат Кентукки, и Ньюпорте, Кентукки. Он получил внеочередное повышение до генерал-майора американских добровольцев 21 октября 1865 года, после чего покинул армию, чтобы вернуться к мирной жизни.

## Последние годы
После войны Виллих вернулся в Цинциннати и устроился на государственную службу. Он занимал ряд ответственных должностей, в том числе аудитора округа Гамильтон. Его дом на главной улице до сих пор стоит в Цинциннати.
В 1870 году он вернулся в Германию, предложив свои услуги прусской армии во время Франко-прусской войны. Однако из-за его возраста, состояния здоровья и коммунистических взглядов ему отказали. Он остался в Германии достаточно долго, чтобы получить высшее образование по философии, окончив Университет Берлина, в возрасте шестидесяти лет. Вернувшись в США, он умер в Сент-Мэрис, Огайо.